# Euríalo
Euríalo (en griego antiguo: Εὐρύαλος, romanizado: Euryēlos, en latín: Euryalus) era una fortaleza de Siracusa situada en las Epípolas. Es uno de los proyectos de fortificación más ambiciosos que se conservan de la Antigüedad y un raro ejemplo de la tecnología de fortificación de la época.
La fortaleza estaba situada en el punto más alto de la meseta de las Epípolas de Siracusa, en la esquina más occidental del recinto amurallado, y protegía la zona de Epípolasi y una importante vía que conducía a la ciudad desde el interior de la isla. Las ruinas de la fortaleza se encuentran al oeste de la actual ciudad de Siracusa.

## Historia

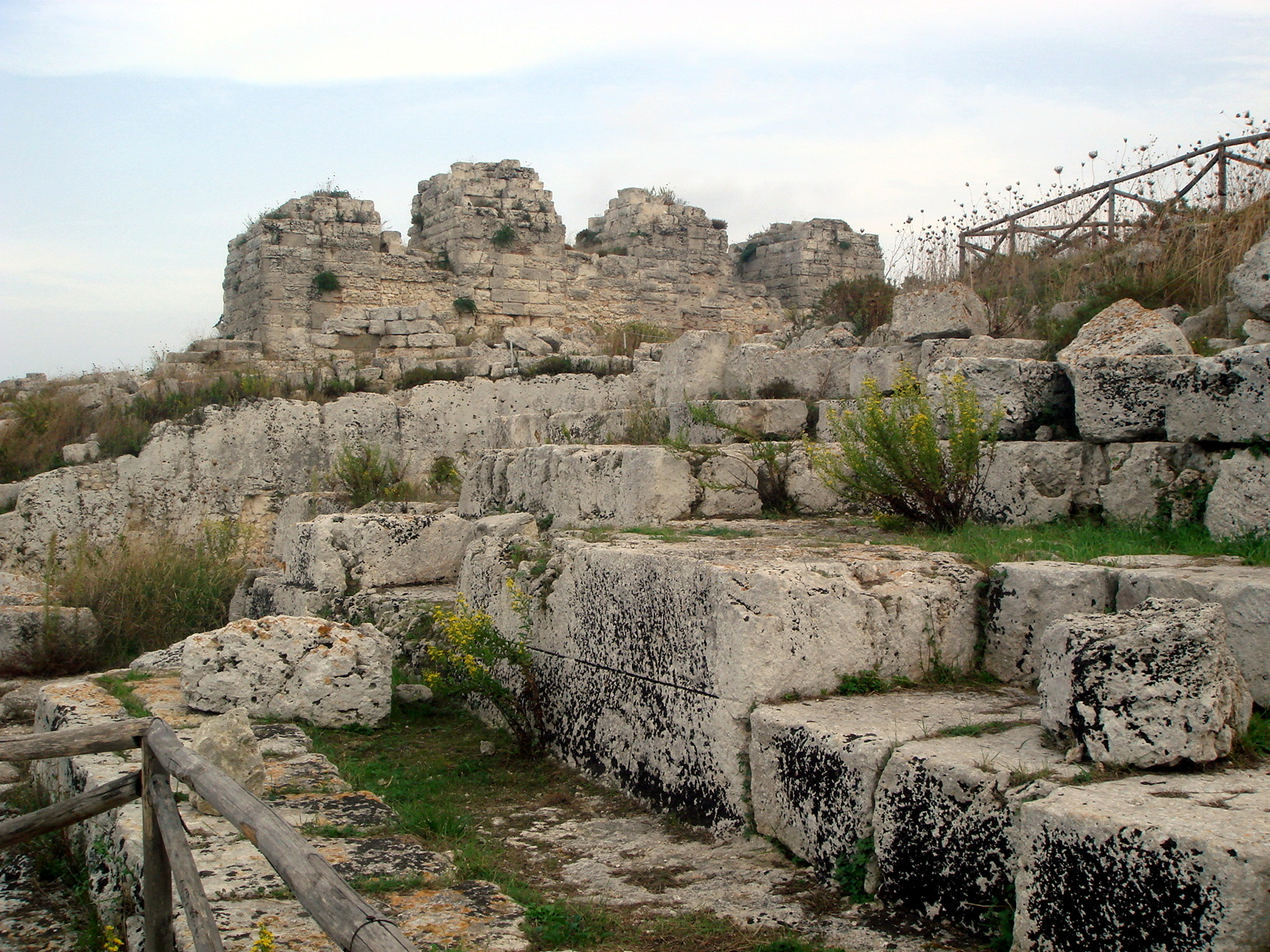
Restos del pentapilón o torres para catapultas de la fortaleza.

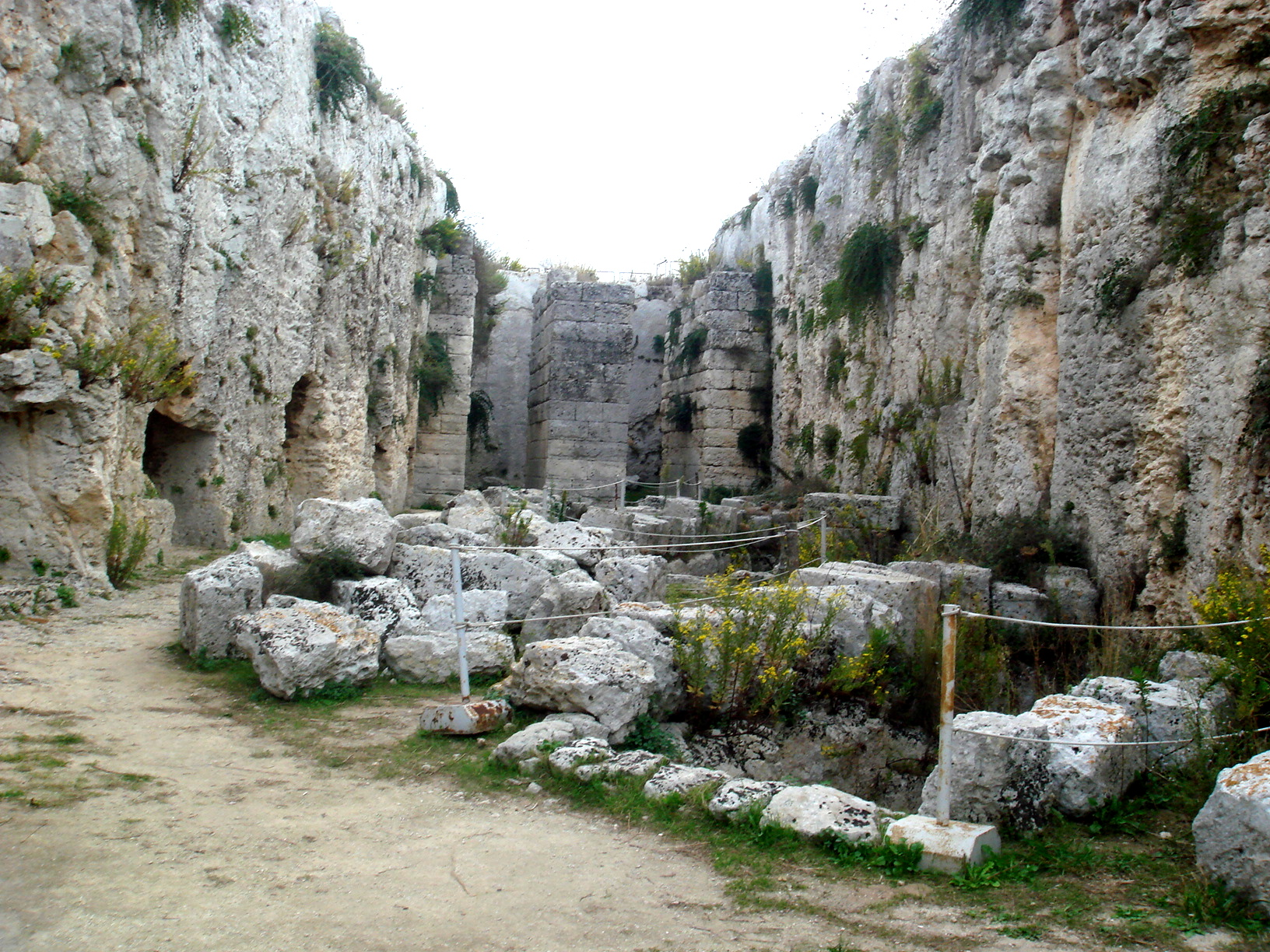
Foso de la fortaleza.

La fortaleza de Euríalo fue construida originalmente bajo el tirano Dionisio I de Siracusa durante el período clásico en torno a 402-397 a. C., como parte de las murallas de la región de Epípolas. El objetivo era proteger la ciudad de la amenaza de Cartago. Así pues, la fortaleza aún no existía en la época de la expedición a Sicilia de Atenas en 415-413 a. C. Sin embargo, Tucídides menciona el pico, entonces sin fortificar, como un lugar desde el que se podía tomar fácilmente el resto de las Epípolas, y que servía de clave para el control ateniense de la región. Esta fue probablemente una de las razones por las que los siracusanos fortificaron el lugar poco después. El nombre de la fortaleza significaba «de base amplia».
La fortaleza de Euríalo repelió un ataque de Amílcar Giscón dirigido por los cartagineses durante el gobierno Agatocles.  La fortaleza fue reforzada y modificada en varias etapas hasta el período helenístico y la época de Hierón II (269-215 a. C.), para tener en cuenta los cambios en las técnicas de guerra en el estadio más avanzado de la poliorcética (técnica del asedio de ciudades) helenística. Su diseñador en esa etapa, con la República romana ya amenazada, fue Arquímedes. La mayoría de las fortificaciones que se conservan parecen datar de este período.
Euríalo desempeñó un papel importante en la segunda guerra púnica, cuando los romanos pusieron sitio a la ciudad en 214-212 a. C. Marcelo. En aquella época, la fortaleza pudo resistir con su propia guarnición, incluso después de que los romanos hubieran conquistado el resto de las Epípolas. Esto permitió a los siracusanos amenazar a los romanos, que asediaban la ciudad y atacaban el distrito de Acradina por la retaguardia.
La fortaleza seguía en uso durante el Imperio bizantino. Su ubicación no se conoció con certeza hasta el siglo XIX. En aquella época, algunos sugirieron que Euríalo se encontraba aún más al oeste, en Belvedere. Hoy en día, la colina de la fortaleza también se conoce como Mongibellisi. Incluso en ruinas, Euríalo es la fortaleza griega antigua más grande y mejor conservada.

## Descripción

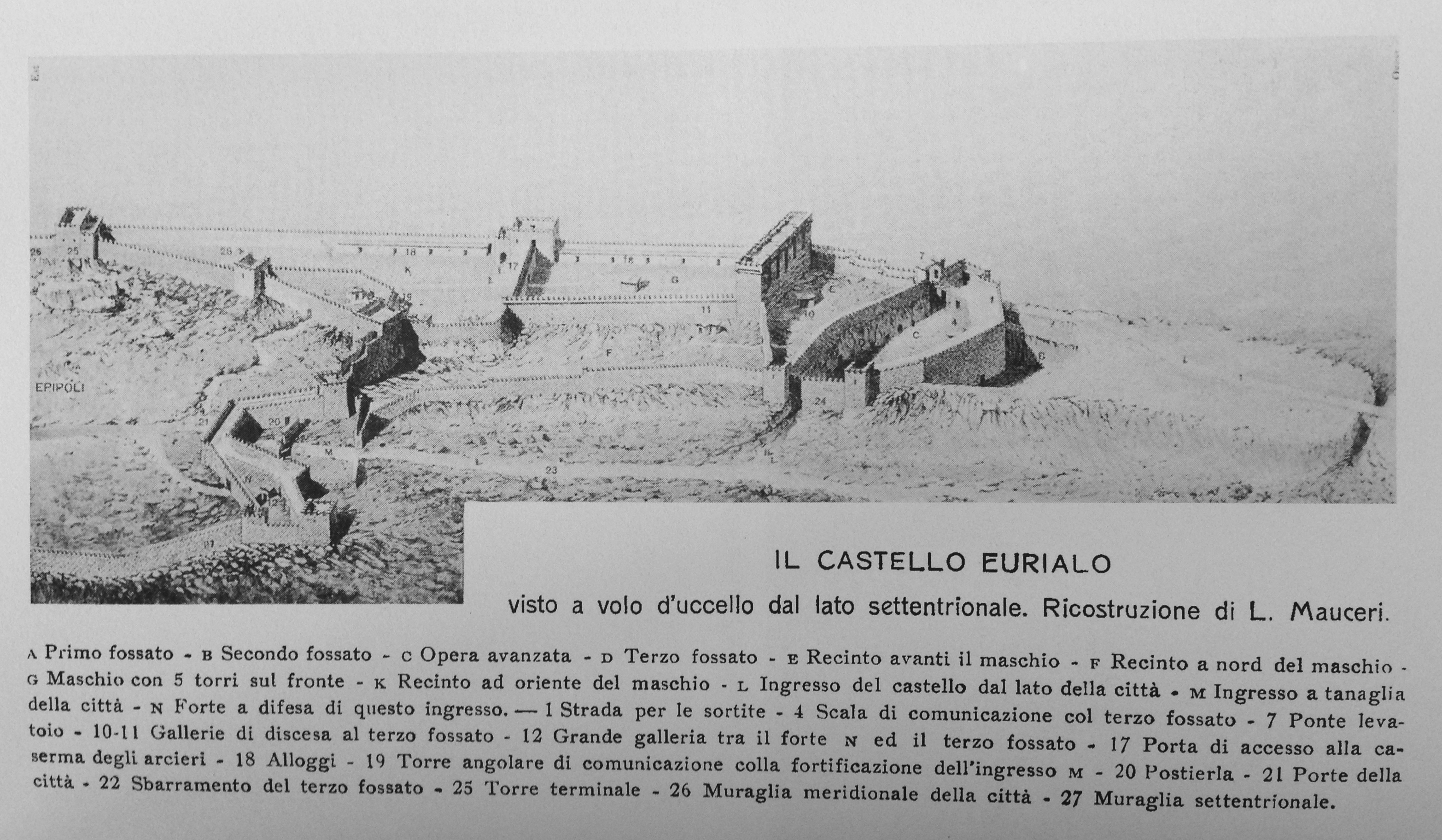
Antiguo dibujo de reconstrucción de la fortaleza.

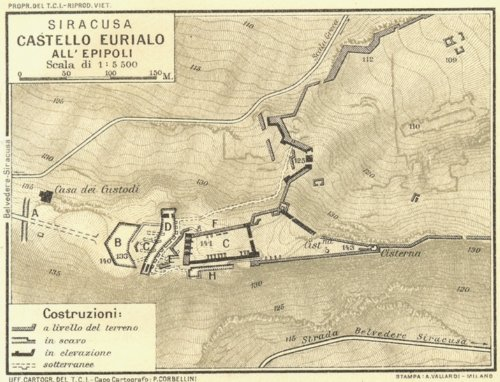
Antiguo plano de la fortaleza.

La fortaleza de Euríalo estaba situada en el punto más alto de las  Epípolas, a una altitud de unos 170 metros sobre el nivel del mar. Cubría una superficie de unos 15 000 m2. El núcleo de la fortaleza estaba dividido en dos partes, siendo la occidental un cuadrilátero de forma irregular con torres para catapultas y barracones. La parte oriental la conectaba con el recinto amurallado y contenía, entre otras cosas, grandes depósitos de agua.
La puerta principal de la fortaleza estaba al este, hacia la ciudad. Cerca de ella había otra puerta, la puerta doble de la muralla de la ciudad, protegida por la fortaleza, con torres a ambos lados. En el lado oeste de la fortaleza se habían excavado grandes y profundos fosos en la roca para evitar ataques directos desde este lado. También había un foso al sur del núcleo. Las partes de la fortaleza estaban conectadas por túneles subterráneos, a través de los cuales también era posible salir de la fortaleza durante un asedio sin poner en peligro la propia fortaleza.
Las catapultas eran un invento nuevo en la época en que se construyó la fortaleza. Aunque todavía eran relativamente primitivas en aquella época, hicieron que las fortificaciones más altas, como Euríalo, fueran aún más importantes para la guerra.